# Raven Alexis
Raven Alexis, född 28 januari 1987 i Spokane, Washington, död 23 mars 2022, var en amerikansk porrskådespelerska.

## Karriär
Raven Alexis började sin karriär 2009 och medverkade i den prisvinnande filmen Body Heat, för Digital Playground, med vilka hon i september 2009 skrev ett exklusivt kontrakt.
Hon vann två AVN awards, i kategorierna Wildest sex scene och Best all-girl group sex scene, bägge för en lesbisk scen i filmen Body Heat.

## Filmografi

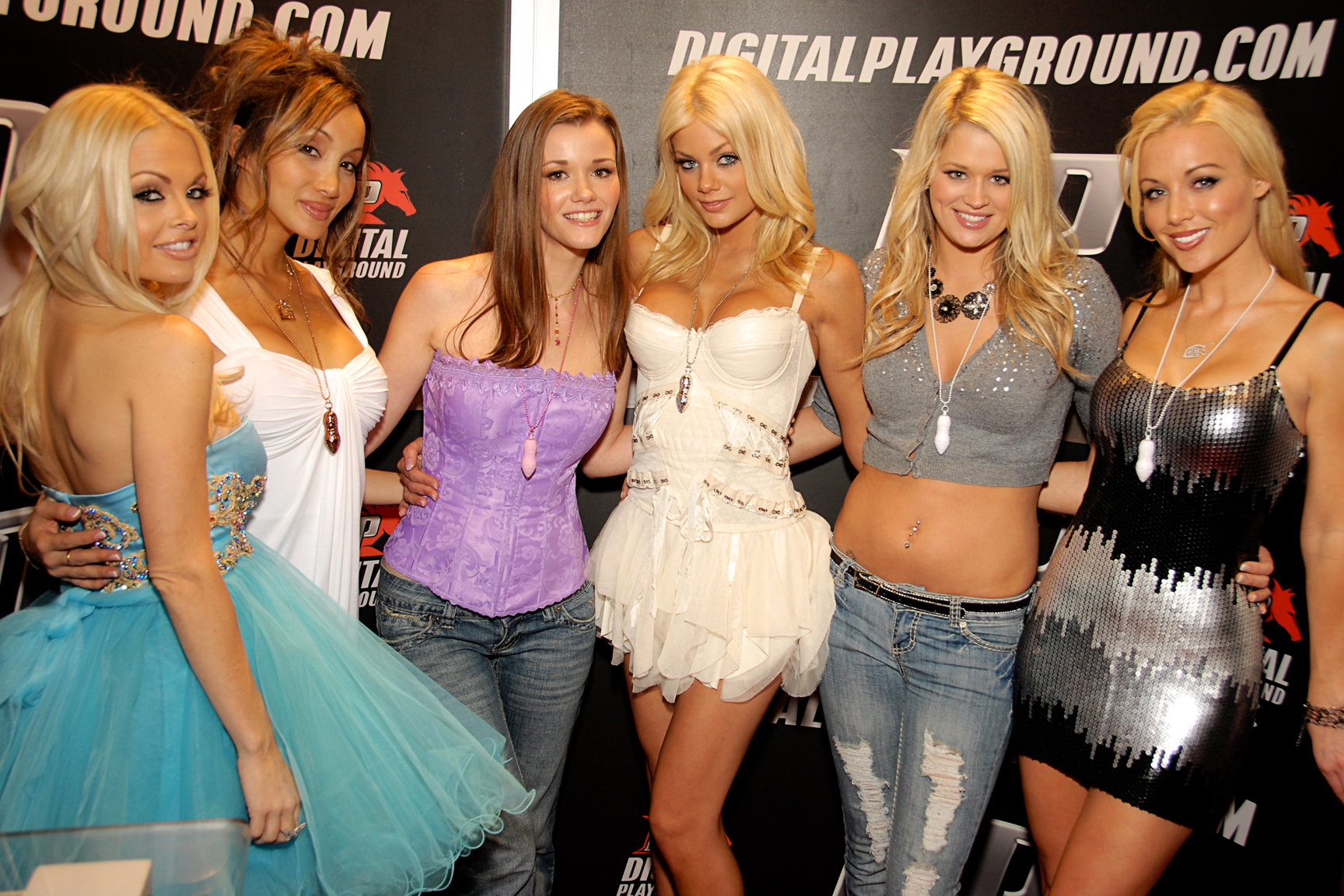
Raven Alexis (tredje fr. vänster) på AVN-mässa 2010, tillsammans med kollegor

- 2009: Lesbian Seductions 23
- 2009: Lesbian Triangles 15
- 2009: Raven Alexis: No Love Lost
- 2009: Stripped - A Confessional
- 2010: Asslicious 2
- 2010: Body Heat
- 2010: Raven Alexis: Desires
- 2010: Fly Girls
- 2010: Jack's POV 16
- 2010: Raven Alexis: Nymphomaniac
- 2010: The Substitute
- 2011: Kissing Cousins

## Priser och nomineringar
- 2010: AVN Award - Best New Web Starlet (endast nominerad)
- 2011: AVN Award - Fan Award - Wildest Sex Scene - Body Heat (med Kayden Kross, Jesse Jane, Riley Steele, Katsuni)
- 2011: AVN Award - Best All-Girl Group Sex Scene - Body Heat (med Kayden Kross, Jesse Jane, Riley Steele, Katsuni)